# Metal Slug (serie)
Metal Slug (メタルスラッグ?, Metaru Suraggu) (letteralmente: "proiettile metallico" o "lumaca metallica") è una serie di videogiochi di genere run 'n' gun prodotta da SNK Playmore tra il 1996 e il 2009.

Tarma e Marco mentre affrontano alcuni soldati ribelli dell'esercito di Morden nel primo Metal Slug

Pubblicata dapprima solo su Neo Geo, è stata portata anche su altre piattaforme, come PlayStation, Sega Saturn, Neo Geo Pocket Color, Game Boy Advance, PlayStation 2, Xbox, Xbox 360, Nintendo DS, PC, iOS e Android.
Nel 2006 è stata anche pubblicata un'antologia, Metal Slug Anthology, contenente i primi sette capitoli della serie principale (incluso Metal Slug X) disponibile per Wii, PlayStation Portable e PlayStation 2.

## Trama
La serie di Metal Slug è ambientata in un futuro prossimo ipotetico, quando (secondo la storia del gioco) ha luogo l'inizio dell'era del "terrorismo contemporaneo". La principale forza armata del mondo è l'Esercito Regolare, bene equipaggiato e formato da soldati provenienti da varie parti del globo.
L'Esercito Regolare è infatti considerato una formidabile forza militare. Tuttavia è carente in efficienza a causa della diffusione della corruzione all'interno del quartier generale. Gli alti ufficiali spesso rifiutano i rapporti e non accettano i consigli degli agenti del servizio segreto. Ciò conduce a una serie di insuccessi che producono drammatiche conseguenze.
Il suo principale antagonista è un movimento clandestino chiamato la Ribellione, organizzato per piccole cellule sparse, composte da militari addestrati e terroristi, che hanno l'unico scopo di raggiungere il potere.
Tra il personale dell'Esercito Regolare si distingue il vice ammiraglio Donald Morden del corpo dei Marines; ha la reputazione di ufficiale duro, efficiente e altruista, oltre a godere di alto rispetto tra le sue truppe. A seguito di un incidente, probabilmente causato dalle inefficienze e dalla corruzione appena descritte, suo figlio viene ucciso dall'Esercito Regolare durante un bombardamento a Central Park. Da quel giorno Morden si unisce alla Ribellione, autoproclamandosi generale.
Nel 2026, a distanza di un anno dal fallito attentato al Presidente degli Stati Uniti d'America, la Ribellione avvia un attacco massiccio nei confronti delle truppe dell'Esercito Regolare sparse in tutto il mondo. Il malgoverno dell'Esercito Regolare permette ai ribelli di prendere di sorpresa i soldati regolari e riesce ad avvicinarsi al potere utilizzando tecnologie di nuova generazione.
Il primo titolo della serie è ambientato nel 2028, con protagonisti alcuni soldati dello Squadrone dei Falchi Pellegrini (Peregrine Falcon Squad), un piccolo gruppo di soldati altamente addestrati e specializzati, facenti parte della divisione operazioni speciali dell'Esercito Regolare. Le speranze di vittoria vengono alimentate dalla progettazione e produzione di un nuovo tipo di carro armato denominato Super Vehicle-001 e soprannominato "Metal Slug". I carri prodotti vengono però rubati, e spetta ai tenenti Marco Rossi e Tarma Roving andare in missione per recuperarli e sconfiggere i ribelli.
Nei titoli successivi si uniscono anche soldati dell'Unità dei Passeri (S.P.A.R.R.O.W.S. Unit, è in realtà un acronimo) e vengono creati dall'esercito numerosi nuovi modelli di Slug (aerei, elicotteri, sottomarini, ma anche veicoli e animali molto poco convenzionali). La Ribellione però si rinforza continuamente, anche grazie all'alleanza segreta coi Marziani e la loro tecnologia avanzata. Durante il susseguirsi della serie, vi saranno molti colpi di scena: nel sesto capitolo i Marziani, che in precedenza avevano tentato la conquista del pianeta terrestre tradendo Morden, vengono attaccati dai Venusiani, interessati anch'essi a invadere la Terra, e passeranno dalla parte dei buoni al pari delle forze della Ribellione. Nell'ultimo capitolo della serie i nemici da eliminare sono un esercito terrestre proveniente dal futuro attraverso un wormhole attivato per sbaglio da Morden.
Un discorso a parte va fatto per Metal Slug 5: in questo anello della serie non bisogna affrontare né l'Esercito della Ribellione né esseri alieni. Qui i nemici sono i membri dell'Esercito Tolemaico, composto dagli adepti di una setta.

## Titoli principali
| Titolo                               | Anno | Dispositivo | Pubblicato                      |
| Metal Slug: Super Vehicle - 001      | 1996 | Android, Arcade, iPad, iPhone, Linux, Macintosh, Neo Geo, Neo Geo CD, Nintendo Switch, PlayStation, PlayStation 2, PlayStation 3, PlayStation 4, PSP, PS Vita, SEGA Saturn, Wii, Windows, Windows Apps, Xbox One | D4 Enterprise, Inc.             |
| Metal Slug 2: Super Vehicle - 001/II | 1998 | Android, Arcade, Browser, iPad, iPhone, Linux, Macintosh, Neo Geo, Neo Geo CD, Nintendo Switch, PlayStation 3, PlayStation 4, PSP, Wii, Windows, Windows Apps, Xbox One                                          | D4 Enterprise, Inc.             |
| Metal Slug X                         | 1999 | Android, Arcade, iPad, iPhone, Linux, Macintosh, Neo Geo, Nintendo Switch, PlayStation, PlayStation 3, PlayStation 4, PSP, PS Vita, Wii, Windows, Xbox One                                                       | Agetec, Inc.                    |
| Metal Slug 3                         | 2000 | Android, Arcade, iPad, iPhone, Linux, Macintosh, Neo Geo, Nintendo Switch, PlayStation 2, PlayStation 3, PlayStation 4, PS Vita, Wii, Windows, Xbox, Xbox 360, Xbox One                                          | D4 Enterprise, Inc.             |
| Metal Slug 4                         | 2002 | Arcade, Neo Geo, Nintendo Switch, PlayStation 2, PlayStation 3, PlayStation 4, Wii, Xbox, Xbox One | D4 Enterprise, Inc.             |
| Metal Slug 5                         | 2003 | Arcade, Neo Geo, PlayStation 2, PlayStation 3, Windows, Xbox | SNK Corporation                 |
| Metal Slug 6                         | 2006 | Arcade, PlayStation 2, PlayStation 3 | SNK Corporation                 |
| Metal Slug 7                         | 2008 | Nintendo DS | Ignition Entertainment Ltd. USA |
| Metal Slug XX                        | 2010 | PSP, Xbox 360 | Atlus U.S.A., Inc.              |
| Metal Slug XX                        | 2018 | PlayStation 4, PC | SNK Corporation                 |

SNK conferma due nuovi titoli, di cui uno per dispositivi mobile in uscita in data da destinarsi.

## Personaggi
Sono numerosi i personaggi comparsi nella serie, sia tra i protagonisti giocabili, sia tra gli antagonisti, più una serie di personaggi secondari che danno spessore alla trama. A volte si tratta di personaggi presi in prestito da altri videogiochi.

### L'Esercito Regolare
Marco e Tarma sono stati i primi personaggi giocabili ad apparire e non potevano essere selezionati: Marco era il soldato comandato sempre dal giocatore 1, Tarma quello comandato dal giocatore 2. Via via si sono aggiunti alla serie molti personaggi, principali e secondari, mutuati anche da altre serie famose di SNK.

#### Marco Rossi
Marco Rossi (マルコ・ロッシ?, Maruko Rosshi), all'anagrafe Marchrius Dennis Rossi, è il protagonista della storia ed è apparso in tutti i titoli della serie principale eccetto Metal Slug Advance (dove fa un cameo nella copertina e come carta collezionabile). Italo-americano nato in Idaho negli Stati Uniti d'America il 13 aprile 2005, Marco è un esperto informatico a cui piace in particolare scrivere programmi e virus; uno dei suoi virus riuscì a penetrare nel sistema difensivo dell'esercito statunitense, rischiando di causare il lancio di alcuni missili nucleari.
Compie i suoi studi di gioventù presso un istituto tecnico pubblico, dal quale poi passa all'accademia militare, dove si è laureato all'Istituto di Speciali Tecnologie Militari, ed è finito a prestare servizio allo Squadrone delle Forze Speciali "Falchi Pellegrini" (PF Squad), (dove conosce il suo futuro amico Tarma Roving) all'inizio (in Metal Slug) in qualità di tenente, per poi essere promosso (da Metal Slug 6) a maggiore. Marco è generalmente di carattere gentile, ma può cadere in stati di rabbia incontrollata.
È apparso anche in NeoGeo Battle Coliseum, nonostante si tratti di un videogioco picchiaduro e non sparatutto. In questo frangente, Marco partecipa al torneo Battle Coliseum per fermare il generale Morden, che è qui finanziato dalla Corporazione WAREZ per progettare nuovi piani di conquista. Appare inoltre in SNK Vs. Capcom: CHAOS e SNK vs. Capcom Card Fighters DS.
È doppiato in giapponese da Takenosuke Nishikawa in NeoGeo Battle Coliseum, Kenta Miyake in Neo Geo Heroes: Ultimate Shooting' e in inglese da Eric Summerer in Metal Slug 3D.

#### Tarma Roving
Tarma Roving (ターマ・ロビング?, Tāma Robingu), all'anagrafe Tarmicle Roving III, è il secondo protagonista della storia ed è apparso in tutti i titoli della serie principale fatta eccezione per Metal Slug Advance dove appare raffigurato esclusivamente come carta collezionabile, mentre la sua unica apparizione come personaggio non giocante è in Metal Slug 4. Nato sull'isola giapponese di Hokkaidō il 1º maggio 2005, figlio di un valoroso soldato, Tarma è entrato nell'Istituto di Allenamento per Tattiche di Combattimento Speciali subito dopo essersi diplomato in un istituto tecnico motorio. All'età di 20 anni, ha salvato il presidente ottenendo di essere trasferito allo Squadrone dei Falchi Pellegrini, diventando il miglior amico di Marco Rossi. Ha combattuto al suo fianco durante la Grande Guerra, ottenendo la promozione di capitano. Tarma è un esperto ingegnere e meccanico motociclistico e nel suo tempo libero si assembla le sue moto per divertimento. Ha intenzione di ritirarsi e mettere su un negozio con officina, ma la sua richiesta di lasciare l'esercito ha sempre avuto esito negativo. Tarma è molto più calmo del suo migliore amico e collega Marco Rossi, che nei momenti di pace si diverte a prendere in giro scherzosamente per via della sua estrema serietà ma lo rispetta sempre come soldato. Sa combattere sia con le armi da fuoco che con quelle bianche, e il suo equipaggiamento di base consiste in genere in una pistola semi-automatica e un coltello tattico. Il suo rango è quello di capitano.
È doppiato in inglese da Dan McComas in Metal Slug 3D.

#### Eri Kasamoto
Eri Kasamoto (エリ・カサモト?, Kasamoto Eri) è una delle protagoniste femminili, introdotta per la prima volta in Metal Slug 2. Nata orfana ad Hiroshima in Giappone il 6 giugno 2010, fu abbandonata sul sagrato di una chiesa. Quando è diventata abbastanza grande ha abbandonato la parrocchia diventando il capo di una gang di ragazzini di strada. L'Agenzia d'Intelligence delle Forze Governative ha notato le sue qualità combattive e l'ha reclutata, fornendole uno speciale addestramento in spionaggio per soggetti particolarmente dotati, portando a termine con successo un certo numero di missioni in qualità di agente di base. Inoltre Eri è divenuta anche un'insegnante di Tattiche da Combattimento in una vecchia palestra di Shizuoka e il direttore la informò che sarebbe stata la sua maestra prediletta. Ma Eri, la cui coscienza era stremata da una serie di missioni che includevano assassinii e intrighi, ha richiesto di essere trasferita allo Speciale Squadrone Operativo dei Passeri (S.P.A.R.R.O.W.S.). La sua richiesta, che normalmente sarebbe stata ignorata, ebbe successo grazie ai suoi numerosi risultati e alle sue abilità superiori. Per i suoi sforzi nella soppressione del secondo colpo di Stato di Morden, ha ricevuto una promozione a sergente di seconda classe.
È doppiata in inglese da Susanna Fera in Metal Slug 3D.

#### Fiolina "Fio" Germi
Fiolina "Fio" Germi (フィオリーナ・フィオ・ジェルミ?, Fiorīna 'Fio' Jerumi) è una delle protagoniste femminili, introdotta per la prima volta in Metal Slug 2. Nata a Genova, in Italia, il 2 ottobre 2008, come unica figlia di una ricca famiglia genovese, dopo la sua nascita sua madre divenne incapace di poter concepire un altro figlio, facendo di Fio l'unica erede di famiglia. Attraverso le generazioni, la famiglia Germi ha sempre mantenuto la tradizione di mandare il primogenito nell'esercito; Fio ha continuato volontariamente questa tradizione, nonostante la sua aspirazione a diventare medico un giorno, avendo studiato chiropratica, agopuntura e moxibustione all'università. Fio è anche un'allieva che pratica nuoto al livello agonistico, ha già ottenuto tutti i brevetti e fa addirittura l'istruttrice. Fio è Sergente Capo dello Squadrone S.P.A.R.R.O.W.S, una forza speciale del governo. Come altri suoi camerati, dalla prima apparizione aumenta pian piano di rango per le sue battaglie contro il Generale Morden. Ha intenzione di diventare medico sportivo dopo il ritiro dall'esercito.
È apparsa anche nella serie The King of Fighters, prima in The King of Fighters 2000 (non giocabile), e dopo in KOF: Maximum Impact 2; nel gioco ha una intro speciale, dove combatte i membri della squadra Ikari Warriors prendendo Ralf, Clark e Leona per Marco, Tarma ed Eri rispettivamente.
È doppiata in giapponese da Kanako Morikado in The King of Fighters '99: Evolution e The King of Fighters 2000, Ryoko Nakano in KOF: Maximum Impact 2 e in inglese da Melissa Exelberth in KOF: Maximum Impact 2 e Metal Slug 3D'.

#### Trevor Spacey
Trevor Spacey (トレバー・スペイシー?, Torebā Supeshī) è nato in Corea del Sud il 25 giugno 2010. Un bimbo prodigio sudcoreano già all'età di 3 anni, Trevor nacque in una caserma militare, fin da piccolo pratica calcio insieme agli amici della caserma e ha appreso le sue abilità dai genitori, caricando in rete a soli 7 anni programmi per combattere i virus, comprendendo le complesse ingegnerie informatiche che vi stanno dietro. Frequentando l'università si è fatto la fama di programmatore tecnico, ed è stato reclutato dall'esercito, diventando Sergente dello Squadrone dei Falchi Pellegrini di Marco Rossi. Trevor ammira molto il suo superiore, specialmente per le sue capacità informatiche, che reputa superiori alle sue. Sostituisce Tarma come personaggio giocabile in Metal Slug 4.

#### Nadia Cassel
Nadia Cassel (ナディア・カッセル?, Nadia Kasseru) è nata in Francia il 6 agosto 2012. La bella Nadia sarebbe dovuta diventare una modella e una ballerina avendo fin da piccola praticato danza classica e ginnastica artistica. Non essendoci riuscita, decise di entrare nell'esercito per sottoporsi ai duri allenamenti militari e aprirsi allo stesso tempo un'osteria, nonostante le obiezioni del suo agente. Durante la vita militare ha scoperto il proprio potenziale combattivo ed è entrata volontariamente negli S.P.A.R.R.O.W.S. per guadagnare esperienza di battaglia, venendo assegnata ad assistente di Fio Germi e Marco Rossi. Rimpiazza Eri come personaggio giocabile in Metal Slug 4.

#### Ralf Jones
Ralf Jones (ラルフ・ジョーンズ?, Rarufu Jōnzu) è un personaggio della serie picchiaduro The King of Fighters, sempre di SNK. Compare esclusivamente in Metal Slug 6 come personaggio giocabile con il ruolo di comandante mentre nel proprio tempo gli piace collezionare coltelli. È nato negli Stati Uniti d'America il 25 agosto 1992.
È doppiato in giapponese da Yoshinori Shima da The King of Fighters '94 a The King of Fighters XIII, Tomo Kasaya da The King of Fighters XIV in poi e in inglese da Sean Michaels in The King of Fighters: Maximum Impact e KOF: Maximum Impact 2, Eric Kelso in The King of Fighters XII.

#### Clark Still
Clark Still (クラーク・スティル?, Kurāku Sutiru) è un personaggio della serie picchiaduro The King of Fighters, sempre di SNK. Compare esclusivamente in Metal Slug 6 come personaggio giocabile dove ricopre il ruolo di sub-comandante mentre il suo hobby è quello di collezionare armi. È nato negli Stati Uniti d'America il 7 maggio 1997.
È doppiato in giapponese da Monster Maezuka da The King of Fighters '94 a The King of Fighters XI ed in Metal Slug Defense, Bunshu Shinoya da The King of Fighters XII in poi e in inglese da Scott Casey in The King of Fighters: Maximum Impact e KOF: Maximum Impact 2.

#### Hero
Hero (ヒーロー?, Hīrō) è un cadetto che è diventato membro volontario della squadra di forze speciali ultra d'élite dei Falchi Pellegrini. Prende parte alla missione affidatagli in Metal Slug: 1st Mission, ovvero quella di infiltrarsi all'interno di un centro di distribuzione di armamenti illegali, distruggerlo ed arrestare i diretti responsabili. Successivamente farà una breve apparizione nell'introduzione di Metal Slug: 2nd Mission dove viene visto catapultarsi al termine del suo precedente lavoro. Fisicamente è molto simile a Marco, tranne per il colore dei vestiti che negli sprite sono blu, mentre nelle illustrazioni presenti sulla copertina e nel manuale di gioco sono i medesimi del collega.

#### Heroine
Heroine (ヒロイン?, Hiroin) è un personaggio femminile sbloccabile dopo aver completato il gioco con Hero in Metal Slug: 1st Mission, tuttavia non partecipa realmente alla missione, perciò si rivela una semplice variante del personaggio giocante maschile.

#### Gimlet
Gimlet (ギムレット?, Gimuretto) è una recluta maschile dei Falchi Pellegrini con l'intenzione di scoprire gli obiettivi dell'esercito ribelle riuscendo ad ottenere delle informazioni molto importanti da un ostaggio da lui salvato, scoprendo il contatto avvenuto tra i nemici e gli alieni in Metal Slug: 2nd Mission. Gimlet è un nome in codice, quello originale è sconosciuto.

#### Red Eye
Red Eye (レッドアイ?, Reddo Ai) è un membro femminile delle forze speciali, scopre anche lei la minaccia aliena tramite l'avvistamento di un UFO presente in una base in Metal Slug: 2nd Mission. Red Eye è un nome in codice, quello originale è sconosciuto.

#### Tequila
Tequila (テキーラ?, Tekīra) è membro della squadra di supporto dei Falchi Pellegrini e ha il compito di addestrare nuove leve e fornire supporto durante le missioni in cui bisogna salvare degli ostaggi, dove si rivela un vero esperto del settore. Durante le sue imprese si veste come un soldato ribelle e questo ha portato nel corso del tempo a vociferare che in passato fosse un mercenario o addirittura un membro dell'esercito di Morden in seguito ribellatosi, tuttavia la sua vera identità rimane incerta. Compare in Metal Slug: 2nd Mission dove non ha un ruolo attivo nella storia ed una volta sbloccato, completando il gioco sia con Gimlet che con Red Eye, fornirà al giocatore la possibilità di scegliere quale livello desidera accedere.

#### Walter Ryan
Walter Ryan (ウォルター・ライアン?, Uorutā Raian) è un cadetto, anche lui entrato volontariamente all'interno del corpo speciale dei Falchi Pellegrini. Prende l'incarico di fermare la minaccia del generale Morden che ha fatto invadere l'isola in cui lui ed i suoi compagni si stavano addestrando in Metal Slug Advance.

#### Tyler Elson
Tyler Elson (タイラ・エルソン?, Taira Eruson) è una maestra del combattimento corpo a corpo nonché un'abile assassina in grado di nascondersi ed avvicinarsi al suo bersaglio senza essere vista per poi avventarsi sul nemico come un animale selvatico. Anche lei come il collega Walter, ha la missione di debellare l'invasione delle truppe ribelli di Morden in Metal Slug Advance.

### La Ribellione

#### Donald Morden

Simbolo dell'esercito guidato da Morden

Il generale Donald Morden (ドナルド・モーデン?, Donarudo Mōden) è il principale antagonista della serie, ed è chiamato "l'Anticristo" dall'Alto Comando dell'Esercito Regolare. Originario del Canada, è rappresentato come un pazzo in bomber, basco militare, benda all'occhio e armato di bazooka; in realtà la sua figura rievoca famosi dittatori quali Saddam Hussein, Adolf Hitler e Iosif Stalin. È il boss finale del primo gioco della serie e compare in tutti gli altri titoli canonici della saga, a esclusione di Metal Slug 5.
L'esercito da lui guidato, la Ribellione, è la principale forza antagonista della serie, e il suo obiettivo è riuscire a dominare il mondo ribaltando l'ordine attuale con un colpo di Stato; per raggiungere ciò non esita ad allearsi con le organizzazioni più disparate, perfino con i Marziani, salvo poi porsi dalla parte degli eroi dopo il tradimento degli alieni; in seguito sia Morden sia i Marziani appoggeranno gli eroi contro i Venusiani, mentre nell'ultimo capitolo della serie il Generale finisce per sbaglio in un wormhole, dove un gruppo di soldati della Ribellione proveniente dal futuro lo "riprogrammerà" nuovamente come agente del male.
È decisamente sfortunato e involontario protagonista di ciniche scene umoristiche, come essere ripetutamente rapito e messo letteralmente in mutande dai Marziani, rimanere schiacciato da un tavolo da laboratorio, venire torturato in campi di forza ed essere appeso fuori dai dischi volanti alieni.
Morden fa alcuni cameo in videogiochi sviluppati da SNK slegati dalla serie, specialmente in SNK vs. Capcom: Card Fighters Clash.

#### Allen O'Neal
Allen O'Neal (アレン・オニール?, Aren O'Nīru) è un miniboss che compare in tutti i titoli della serie meno che in Metal Slug 5 e 6. Calvo e robusto, è un soldato di spicco dei ribelli ed è piuttosto arrogante e sicuro di sé, dato che durante ogni confronto continua a prendere in giro il giocatore urlandogli "C'mon, boy!" ("Fatti sotto, ragazzo!"), "Go home to mommy!" ("va' a casa da mammina!") o "You're mincemeat!" ("Sei carne macinata!"); tutti questi sfottò si alternano a risate sguaiate. È armato di mitragliatore M60, più un coltello per gli attacchi di mischia e granate blu che lancia a gran velocità verso il nemico.
Il fattore comico legato ad Allen, oltre alla sua eccessiva confidenza nella vittoria, consiste nel fatto sia presente in ogni episodio come se non fosse successo mai niente, nonostante sembri perire dopo ogni sconfitta; in Metal Slug 2 egli viene addirittura inghiottito da un'orca assassina. In alcune occasioni, dopo aver battuto Allen ci si può impossessare delle sue munizioni, aumentando così il numero dei proiettili per la propria mitragliatrice pesante.
Allen curiosamente aiuta il giocatore all'interno dell'astronave dell'ultima missione di Metal Slug 3, ridendo per tutto il tragitto in cui compare, nonostante sia stato sconfitto poco prima sulla Terra nello stesso livello; in questo capitolo è comunque più debole di quanto visto di solito.
In Metal Slug 4, Allen manovra il boss del secondo livello, mentre nell'ultimo gli eroi dovranno affrontare un androide con le sue fattezze, chiaramente ispirato a Terminator, poco prima dello scontro col boss finale Amadeus (la versione "terminatrice" è però molto meno prestante dell'originale).
In Metal Slug 7 lo si vede guidare un robot gigante.
In Metal Slug Advance appare insieme a suo figlio, Allen Jr. (アレン Jr?, Aren Jr.). A differenza del genitore, Allen Jr. non è calvo (i suoi capelli sono biondi).

#### Amadeus
Amadeus (アマデウス?, Amadeusu) è il leader dell'omonimo sindacato del crimine facente parte della Ribellione, dotato di truppe speciali che si distinguono dalla divisa di colore blu, anziché il classico verde. È uno scienziato pazzo inventore di numerosi progetti militari, quali la versione robotica del generale Morden, prodotta in massa nella sua base, o la versione androide di Allen O'Neal, di cui si è visto (sinora) un solo esemplare. Amadeus è il boss finale del quarto titolo della serie (dopo una fugace apparizione nel primo livello di Metal Slug 2, dove non attacca gli eroi: lo si vede mentre confabula con un losco figuro arabo) e non è dotato di grandi capacità combattive; si avvale però pienamente delle sue facoltà tecnico-intellettive per mettere a punto i pericolosissimi arsenali di armi con cui attacca.

### I Marziani
Guidati dal loro capo Rootmars, i Marziani, sorta di meduse con occhi, bocca e una moltitudine di tentacoli, si vedono per la prima volta in Metal Slug 2: inizialmente sembrano essere alleati di Morden, in realtà vogliono conquistare la Terra e cercheranno di sbarazzarsi anche dell'esercito della Ribellione. Alla fine di questo capitolo gli eroi affrontano Rootmars, che una volta sconfitto precipiterà nelle acque dell'oceano, senza però trovare la morte. In Metal Slug 6 Rootmars fa pace coi terrestri dopo aver scoperto che i Venusiani hanno attaccato il suo pianeta. In Metal Slug 7, infine, i Marziani perdono compattezza: Rootmars e la maggior parte dei suoi restano alleati degli eroi, mentre gli altri si uniscono agli Uomini del Futuro, dopo che questi avranno "riprogrammato" Morden.

### I Venusiani
Appaiono nel sesto capitolo della serie; mostriciattoli bellicosi e cannibali, invadono Marte puntando poi alla conquista della Terra. Di qui l'alleanza tra terrestri e Marziani. I Venusiani hanno per leader una regina (conosciuta semplicemente come Venusian Queen), enorme creatura mostruosa, che a differenza di Rootmars rimarrà uccisa dopo la sconfitta ad opera degli eroi.

### I Monoeyes
I Monoeyes sono alieni umanoidi alti 15 metri. Prendono nome dal grande occhio che sembra essere la loro unica caratteristica facciale. Provengono da un pianeta misterioso e si ipotizza che abbiano qualche affiliazione con i Marziani. Sei di loro appaiono per la prima volta in Metal Slug 3.

### Gli Uomini del Futuro
Appaiono in Metal Slug 7. Si tratta di soldati della Ribellione del generale Morden provenienti dal futuro.

### L'Esercito Tolemaico
Membri di un gruppo paramilitare dietro il quale si cela in realtà una setta religiosa, sono i nemici che vanno affrontati in Metal Slug 5, anello della serie in cui invece sono del tutto assenti sia l'Esercito della Ribellione sia gli alieni.

## Episodi

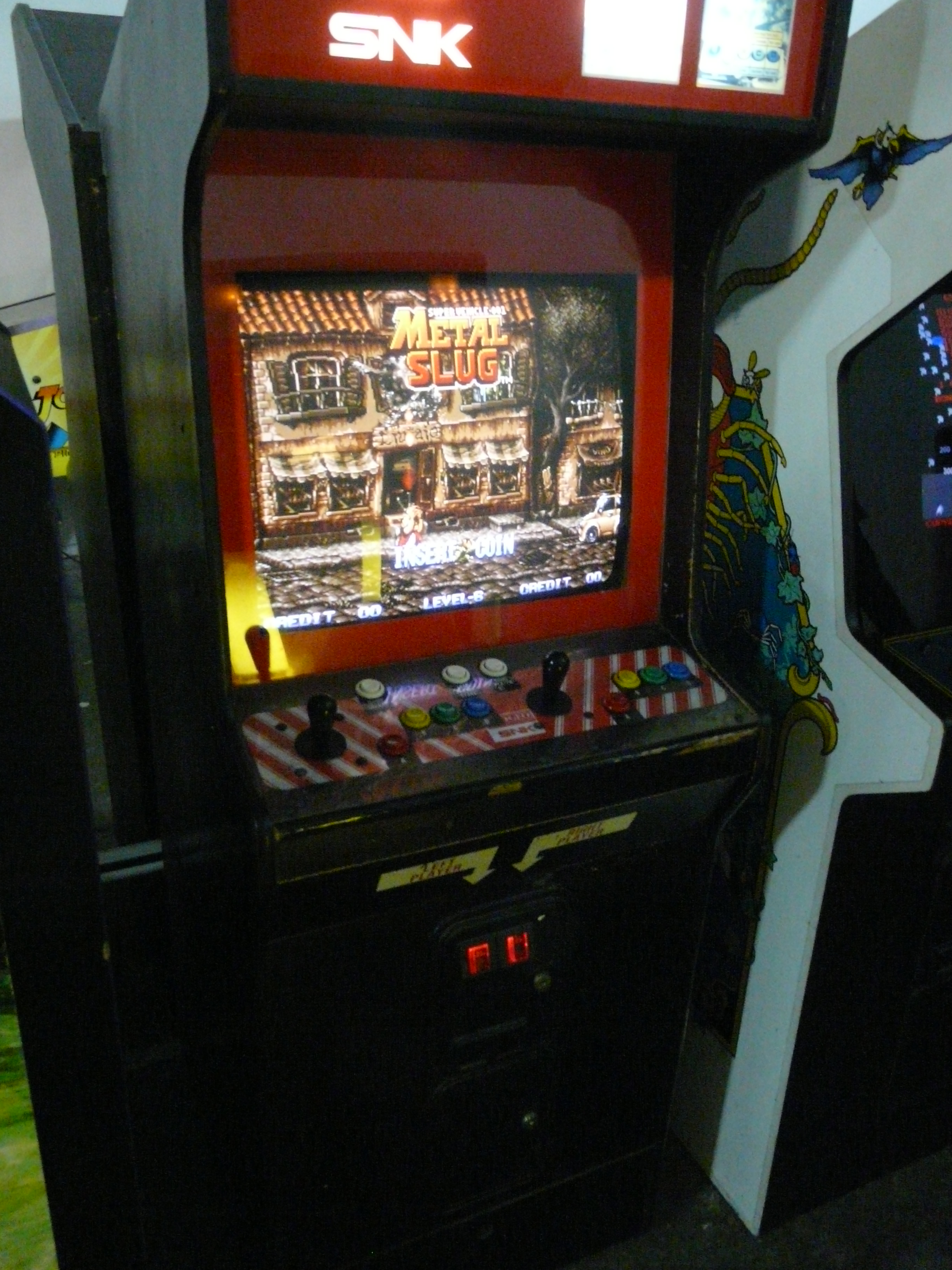
Un cabinato MVS con Metal Slug

La saga è articolata in diversi episodi, disponibili per molte piattaforme diverse:
- Neo-Geo MVS e AES
  - Metal Slug: Super Vehicle 001
  - Metal Slug 2: Super Vehicle 001/II
  - Metal Slug X: Super Vehicle 001
  - Metal Slug 3
  - Metal Slug 4
  - Metal Slug 5
- Sammy Atomiswave
  - Metal Slug 6
- PlayStation
  - Metal Slug X
  - Metal Slug
- PlayStation 2
  - Metal Slug 3D
  - Metal Slug 3
  - Metal Slug 4
  - Metal Slug 5
  - Metal Slug 6
  - Metal Slug Anthology/Complete
- PC
  - Metal Slug PC Collection
- PlayStation Portable
  - Metal Slug Anthology/Complete
  - Metal Slug XX
- Wii
  - Metal Slug Anthology/Complete
  - Metal Slug (tramite Virtual Console)
  - Metal Slug 2 (tramite Virtual Console)
- Sega Saturn
  - Metal Slug
- Neo Geo Pocket Color
  - Metal Slug: 1st Mission
  - Metal Slug: 2nd Mission
- Game Boy Advance
  - Metal Slug Advance
- Xbox
  - Metal Slug 3
  - Metal Slug 4
  - Metal Slug 5
- Xbox 360
  - Metal Slug XX (tramite Xbox Live)
  - Metal Slug 3 (tramite Xbox Live)
- Telefono cellulare
  - Metal Slug Mobile
  - Metal Slug Mobile: Impact
  - Metal Slug Mobile 3
  - Metal Slug Mobile 4
  - Metal Slug STG
  - Metal Slug: Allen's Battle Chronicles (Part 1)
  - Metal Slug: Allen's Battle Chronicles (Part 2)
  - Metal Slug Survivors
  - Metal Slug Soldiers
  - Metal Slug Warriors
  - Metal Slug Mars Panic
  - Metal Slug Tactics
- Nintendo DS
  - Metal Slug 7
- iOS e Android
  - Metal Slug
  - Metal Slug 2
  - Metal Slug X
  - Metal Slug 3
  - Metal Slug Defense
  - Metal Slug Attack
  - Metal Slug: Awakening

## Modalità di gioco
Il gameplay è simile a quello di Contra (1987, Konami), in cui il giocatore deve continuamente sparare ai nemici con proiettili illimitati per raggiungere la fine del livello. Alla fine di ogni livello, il giocatore deve affrontare un boss che è spesso piuttosto grande e che richiede molti proiettili per essere sconfitto. Nel percorso attraverso il livello, il giocatore trova molte armi sempre più potenti (come la mitragliatrice pesante e il lanciarazzi), bombe a mano, e veicoli "slug" (chiamati così per il gioco di parole tra "carro armato" e "proiettile") che possono essere usati sia come arma sia come difesa. Diversamente da Contra, il protagonista può attaccare usando un coltello e/o calci. Il giocatore non muore semplicemente venendo a contatto o collidendo con i nemici. Nello stesso modo, molti dei nemici possono attaccare in massa. Molti degli scenari del gioco sono distruttibili; qualche volta si trovano oggetti extra o potenziamenti, altre volte possono provocare danno.
Lungo il corso del livello, il giocatore incontra molti prigionieri di guerra trasandati. Se li libera, il giocatore può ricevere punteggio bonus (sotto forma di oggetti random a seconda della difficoltà per liberare l'ostaggio), armi, o granate. I bonus per aver liberato i prigionieri si ricevono alla fine del livello; a questo punto il gioco indica il nome e il grado di ogni ostaggio liberato. Se il giocatore muore prima della fine del livello, il conteggio dei prigionieri liberati viene azzerato.
Ogni titolo è suddiviso solitamente in sei livelli, con temi che variano dalle lussureggianti foreste, alle città di presidio, passando per ambientazioni montane, per i canyon, per mezzi di trasporto (treni o navi) e, ovviamente, per le basi militari.

### Nemici
La maggior parte dei soldati nemici che s'incontrano in Metal Slug sono armati secondo il loro specifico ruolo. Tra gli altri, si possono incontrare ruoli come: granatiere, membro delle truppe anti-sommossa, soldato anticarro, assaltatore, sommozzatore, paracadutista. Ci sono naturalmente truppe di artiglieria leggera e pesante, d'aviazione, della marina: carri armati, artiglieria mobile, aeroplani, trasporto truppe, tattici, elicotteri, sottomarini. Molto dell'umorismo del gioco deriva da come i nemici sono rappresentati e da alcune situazioni che sfuggono generalmente all'immaginario di uno scenario di guerra. Il giocatore può incontrare le truppe ribelli in varie occasioni nel tempo libero: mentre prendono il sole, mentre arrostiscono del cibo, mentre sono al gabinetto o mentre conversano tra di loro. A partire dal secondo capitolo il giocatore, oltre ai soldati, si troverà ad affrontare altri nemici: mutanti, mummie, alieni, piante carnivore, sasquatch, zombie, cavie da laboratorio e terribili mostri spaziali.

### Veicoli
Super Vehicle-001: chiamato anche "Metal Slug" è il mezzo che dà il nome all'intera serie, infatti è il veicolo principale di tutto il gioco. Si tratta di un carro armato di dimensioni ridotte ma molto agile e ben equipaggiato. Le particolarità del "Metal Slug" sono la capacità di saltare (grazie al movimento di contrazione dei cingoli) e la capacità di accovacciarsi, abbassando la torretta in maniera simile a quando si abbassa la testa. Tra le dotazioni di serie ci sono un cannone Vulcan a 360° e un cannone da 127 mm, oltre che una corazza in grado di ricevere 3 colpi prima di danneggiare irrimediabilmente il veicolo. Le granate a mano possono essere comunque lanciate dal veicolo "accovacciandosi" con il carro e premendo il pulsante granata/bomba. Il veicolo stesso può essere usato come un'arma lanciandolo verso il nemico innescando l'autodistruzione; questa mossa è utile quando il carro armato è stato gravemente danneggiato e rischia di distruggersi comunque al prossimo colpo subìto. Il cannone principale usa proiettili separati dalla scorta di granate; sono molto più potenti ma hanno una gittata molto ridotta e un tempo di ricarica notevolmente più lungo. Il Veicolo può sopportare circa tre colpi prima di distruggersi; la resistenza può essere ricaricata trovando taniche di gas. Quando la resistenza del veicolo si riduce completamente, il giocatore ha solo pochi secondi per evacuare il veicolo prossimo alla distruzione. Può essere usato solo da un giocatore alla volta.
Mitragliatrici fisse: in vari punti di alcuni livelli, il giocatore può usare piazzole dotate di mitragliatrici fisse. Diversamente dal carro armato, hanno un raggio di azione di solo 180° e non forniscono protezione contro il fuoco nemico.
Camel Slug: come si può intuire da nome, si tratta di un cammello. Non è dotato di cannone a bassa pressione e non fornisce protezione dal fuoco nemico, ma è comunque armato dal solito cannone Vulcan a munizioni illimitate.
Slugnoid: è un esoscheletro meccanico piuttosto lento (e goffo) nel camminare ma molto abile nei salti: ha due cannoni Vulcan (direzionabili anche su traiettorie diverse) al posto delle braccia, più un cannone a bassa pressione puntato in basso.
Slug Flyer: questo caccia da combattimento è chiaramente ispirato al VTOL Harrier jet. Il giocatore può sparare dal solito cannone Vulcan, con il limite di direzionabilità di 90° (in avanti, a 45° verso il basso e a 45° verso l'alto. Al posto del cannone è dotato di missili che, una volta sganciati, accelerano vertiginosamente viaggiando in traiettoria lineare.
Metal Slug dorato: è una versione potenziata del normale Metal Slug Super Vehicle-001. Oltre a essere completamente dorato, è più rapido (nei movimenti, nella ricarica) e può saltare molto più in alto dello Slug normale. Può essere usato in combinazione con lo Slug Flyer.

### Armi
Come in Contra, tutte le armi possono essere raccolte sotto forma di icone contrassegnate da una lettera.

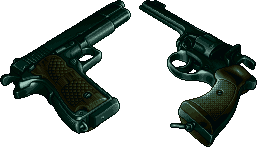
Due pistole, rispettivamente Murder.50AE e Murder Model-1915 .38 Mk.1Am

Pistola: la più semplice arma da fuoco di cui il giocatore dispone, fin dall'inizio. Non è la più potente arma, ma la pistola Murder.50AE ha munizioni illimitate sia con una decente velocità dei proiettili sia come gittata. Ogni colpo di questa arma causa 1 punto di danno.
Mitragliatrice pesante (Heavy machine gun) [H]: la mitragliatrice HV-01 ha una buona velocità di fuoco e causa più danni della pistola. È la più comune arma che si può trovare nel gioco. L'arma è dotata di 200 proiettili e se la stessa cassa viene raccolta quando il giocatore ha ancora proiettili dello stesso tipo, vengono aggiunti 150 proiettili all'inventario; inoltre quando muore Allen O'Neal, (miniboss citato sopra), si possono raccogliere munizioni dalla sua arma. La cassa può essere ottenuta anche quando il giocatore esaurisce i continue. Ogni colpo di questa arma causa 1 punto di danno, sebbene il danno aumenti più velocemente se si spara a raffica.
Mitragliatrici doppie (Two machine gun): quest'arma assomiglia alla precedente con la differenza di essere un'arma doppia simile a due mini mitra e i suoi proiettili hanno una velocità maggiore rispetto a Heavy machine gun. Compare per la prima volta in Metal Slug 4.
Lanciarazzi (Rocket launcher) [R]: ironicamente, il lanciarazzi RK-02 non causa una grossa quantità di danni contro i nemici. I razzi non possiedono un avanzato sistema di controllo. Comunque è un'eccellente arma anti-fanteria grazie al suo grande raggio di esplosione, che spesso permette ai giocatori di sconfiggere gruppi di nemici dietro un ostacolo con facilità. Quando i giocatori raccolgono un'altra cassa quando già possiedono il lanciarazzi ricevono solo 15 razzi in più. Ogni colpo di quest'arma causa 3 punti di danno, a cui si aggiunge il danno provocato alla caduta.
Lanciafiamme (Flameshot) [F]: il lanciafiamme FS-03 ha una gittata molto limitata rispetto alle armi balistiche, ma può colpire più obiettivi simultaneamente. Ogni icona dà al giocatore 30 munizioni per il lanciafiamme. Nonostante causi un danno limitato nei confronti dei nemici piccoli e dotati di armatura, come i carri armati, quando la palla di fuoco colpisce più lontano, il danno totale dell'arma si può dire equivalga al danno del fucile, ovvero 20 punti di danno.
Fucile a pompa (Shotgun) [S]: con una gittata limitata, il fucile SG-04 non è la più veloce arma del gioco. Tuttavia, la somma dei danni che questa arma causa è sufficiente a permettere al giocatore di sconfiggere un boss affidandosi interamente ad essa. L'arma è dotata di 30 munizioni, e quando la stessa cassa viene raccolta quando il giocatore ha ancora proiettili rimanenti, vengono solo aggiunti 15 munizioni all'inventario. Ogni colpo causa 20 punti di danno.
Fucile laser (Lasergun) [L]: è il "classico" fucile a raggi laser dell'immaginario collettivo. Spara un sottile raggio continuo di luce di diversi colori, che spreca le munizioni molto in fretta ma che crea danni enormi.
Fucile da cecchino (Sniper rifle) [SR]: quest'arma è presente solo in Metal Slug 3D, ed è un'arma a lunga gittata piuttosto potente.
Granata a mano (Granade): modellata prendendo come spunto le granate tedesche della seconda guerra mondiale. Il termine tedesco "Stielhandgranate" deriva da "Stiel - barra, hand - mano, granate - granata". Può essere usata facendola rimbalzare contro un terreno solido o contro un muro per colpire un bersaglio casuale, o possono essere usate come arma contact-kill (ovvero che uccide al solo contatto con l'obiettivo). Ogni granata causa 15 punti di danno, a cui si aggiunge il danno provocato dall'ampio raggio di esplosione.
Bomba Molotov (Firebomb): si tratta della nota bomba artigianale ottenuta tramite una bottiglia piena di benzina e dotata di miccia. Esplode non appena tocca il suolo, creando una scia di fuoco che può colpire più soldati in fila. Rifornendosi di bombe incendiarie si aumentano di 10 unità la propria scorta di bombe, sostituendo le granate.
Pietre (Stone): le pietre rimbalzano, colpendo anche più di un obiettivo. Riforniscono l'inventario di 10 unità, sostituendo le granate.
Cannone Vulcan da 12.6mm (12.6mm Vulcan): strumento di morte a tripla canna, è il cannone antiaereo del carro armato Slug. Può sparare da ogni angolo. Ogni colpo causa 1 punto di danno, sebbene il danno aumenti più velocemente se si spara a raffica.
Cannone a bassa pressione da 127mm (127mm low-pressure gun): il cannone principale del carro armato Slug. È a corto raggio, ma causa un danno consistente, di ben 20 punti, e ha un ampio raggio di esplosione quasi come le granate standard.
Proiettili perfora-corazza (Armor Piercing Shells): possono essere usati solo dal "Metal Slug" che aumenta di 10 unità la scorta del cannone e sostituisce i normali proiettili del cannone principale con quelli perforanti, aumentando il danno causato al nemico. Gli "A.P.Shells" hanno anche una traiettoria lineare, oltre che una velocità balistica e di ricarica maggiore.

## Conversioni
Originalmente, Metal Slug era disponibile solo per arcade Neo Geo MVS (Multi Video System) e per la console domestica AES (Advanced Entertainment System).
In seguito fu pubblicata una versione per Neo Geo CD per aiutare le vendite del nuovo Neo Geo, che però non ha mai preso piede per la mancanza di attenzione che il NGCD ha ricevuto dal pubblico.
Sono anche state prodotte alcune conversioni per il Sega Saturn e per la Sony PlayStation. La versione per il Saturn era disponibile in due diverse versioni, la 1.002 e la 1.005, quest'ultima con correzioni di bug di minore importanza, e non è andata mai in produzione. La versione per PlayStation è stata distribuita da SNK Playmore come versione re-release (ovvero pubblicata due volte). La versione originale può essere trovata tra le aste dei collezionisti, così come la versione mai pubblicata per il Saturn.